# Neuronia
Neuronia là một chi bướm đêm thuộc họ Noctuidae.